# Gornja Lapaštica
Gornja Lapaštica (izvirno srbsko Доња Лапаштица) je naselje v Srbiji, ki upravno spada pod Občino Medveđa; slednja pa je del Jablaniškega upravnega okraja.

## Demografija
V naselju živi 41 polnoletnih prebivalcev, pri čemer je njihova povprečna starost 45,1 let (43,8 pri moških in 46,6 pri ženskah). Naselje ima 23 gospodinjstev, pri čemer je povprečno število članov na gospodinjstvo 2,30.
To naselje je, glede na rezultate popisa iz leta 2002, večinoma srbsko.
|  |

| Demografija | Demografija     | Demografija     |
| Leto        | Št. prebivalcev | Št. prebivalcev |
| ----------- | --------------- | --------------- |
|             |                 |                 |
|             |                 |                 |
|             |                 |                 |
|             |                 |                 |
| 1948        | 272             |                 |
| 1953        | 301             |                 |
| 1961        | 288             |                 |
| 1971        | 215             |                 |
| 1981        | 152             |                 |
| 1991        | 112             | 112             |
| 2002        | 55              | 53              |
|             |                 |                 |

| Etnična sestava po popisu iz leta 2002 | Etnična sestava po popisu iz leta 2002 | Etnična sestava po popisu iz leta 2002 | Etnična sestava po popisu iz leta 2002 | Etnična sestava po popisu iz leta 2002 |
| -------------------------------------- | -------------------------------------- | -------------------------------------- | -------------------------------------- | -------------------------------------- |
| Srbi                                   | Srbi                                   |                                        | 52                                     | 98,11%                                 |
| Neznano                                | Neznano                                |                                        | 0                                      | 0,0%                                   |